# Bitka na Nanosu
Bitka na Nanosu je bila ena prvih bitk slovenskih partizanov med drugo svetovno vojno na Primorskem. Predstavljal je prelom partizanskega odpora proti italijanski okupaciji na Primorskem in začetek narodnega boja na zahodni meji.
Spomladi leta 1942 je nastala na Primorskem močnejša partizanska enota, ki je začela s prvimi oboroženimi akcijami v Brkinih… Polbataljon, ki sta ga sestavljali Pivška in Vipavska četa (skupno 60 borcev), se je zato premaknil na Nanos, kjer so se partizani čutili bolj varne... Italijanske oblasti so pridobile natančne obveščevalne podatke o enoti... Na osnovi teh podatkov so organizirale akcijo vojaškega pregleda in čiščenja planote Nanos (ofenziva), ki je trajala od 18. do 22. aprila 1942.— Primož Plahuta, Nanoška bitka
Bitka je potekala 18. aprila 1942, v okviru italijanske ofenzive oziroma vojaškega pregleda planote. Spopad je potekal na južnem delu planote in sicer severno od Pižentov in severno od vzpetine s kotiranim vrhom 887. Spopadlo se je približno 60 partizanov z italijanskim bataljonom, ki je štel 686 vojakov in orožnikov. Celotno planoto je obkolilo še okrog 800 oborožencev. Spopad je trajal približno tri ure, manjši spopadi so se odvijali še tri dni. V boju se je posebej izkazal Pavel Rušt, partizan iz Gradišča pri Vipavi. Partizanska enota je bila vojaško poražena in razbita, a večina se je uspela prebiti skozi več obkolitvenih obročev. Pri tem je padlo šest partizanov ter bilo zajetih deset, od katerih je bilo devet obsojenih na smrt. Italijanske sile so imele 4 padle in 7 ranjenih.